# Échasse blanche

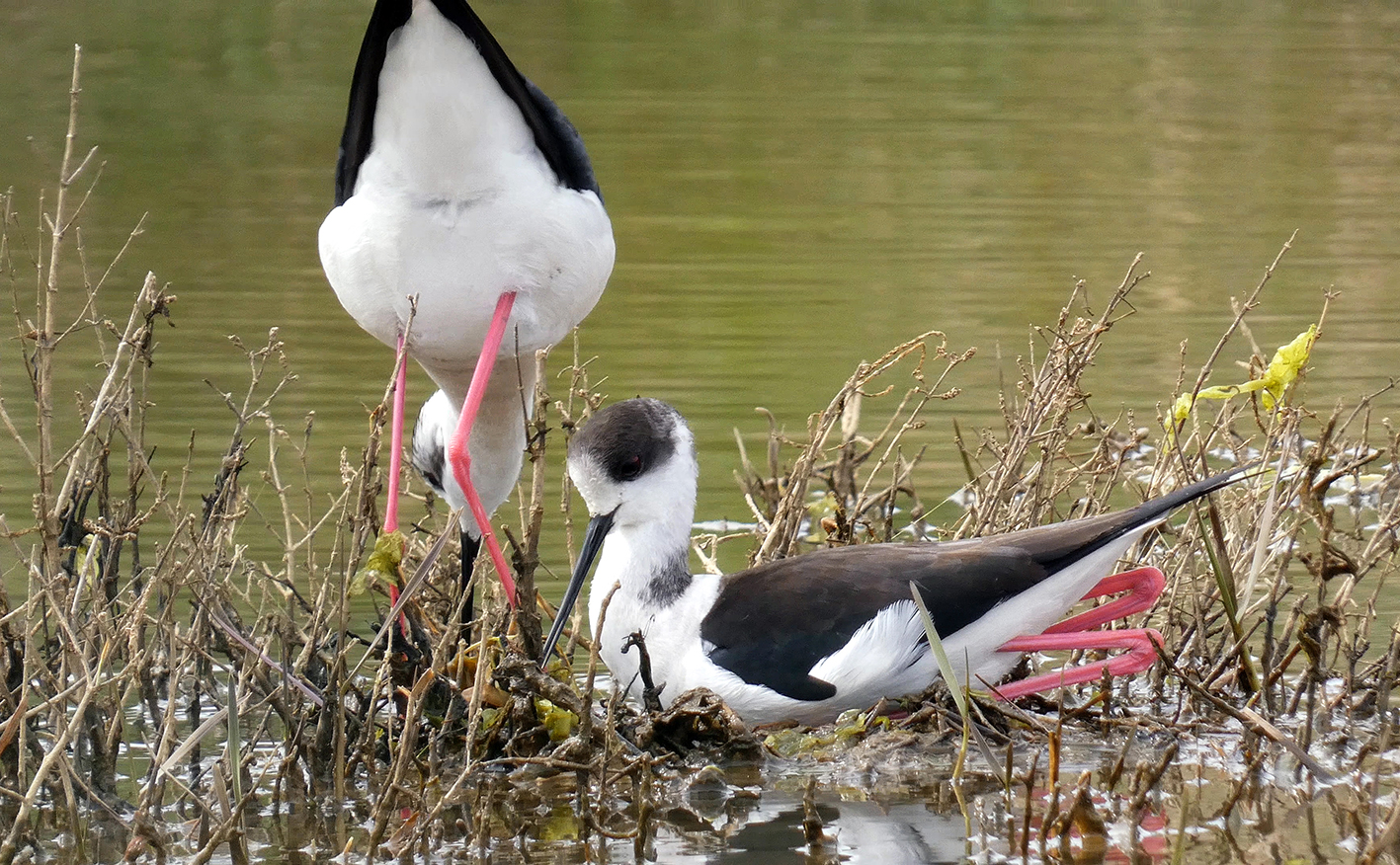
Choix d'un emplacement de nid. Golfe du Morbihan (France).

Himantopus himantopus
Espèce
Statut de conservation UICN

 LC  : Préoccupation mineure
L'Échasse blanche (Himantopus himantopus) est une espèce d'oiseaux échassiers limicoles de la famille des Recurvirostridae.

## Description
Cet échassier de taille moyenne, d'une longueur totale d'environ 40 cm, d'une envergure de 65 à 85 cm et pesant entre 160 et 200 g, est reconnaissable à ses très longues pattes roses semblables à des échasses, ses formes élégantes et ses couleurs noire et blanche contrastées. Son dos et ses ailes sont noirs tout comme son long bec fin et droit ; son front, son cou, son haut du dos, sa poitrine et son ventre sont blancs.
En vol, le dessous de ses ailes triangulaires semble tout noir, tandis que ses pattes dépassent de la queue d'environ 13 à 15 cm. Il émet un cri insistant et plaintif.

## Nourriture
Ces oiseaux se nourrissent d'invertébrés principalement d'insectes aquatiques et de mollusques pris sur la vase, le sable, la végétation ou à la surface de l'eau.

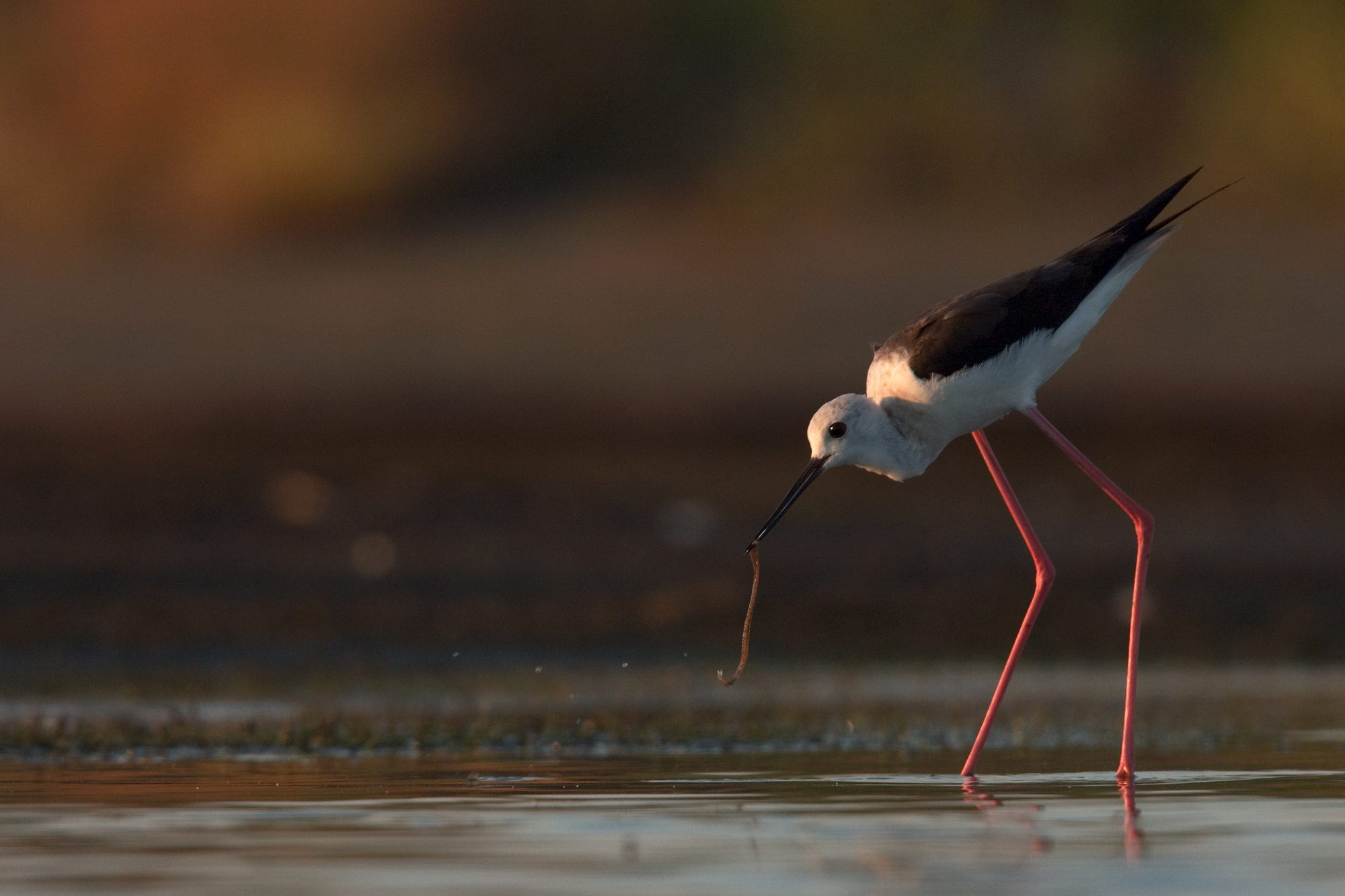
Échasse blanche capturant un ver.

Ils ont une bonne vision nocturne et peuvent donc se nourrir y compris pendant les nuits sans lune.

## Habitat
Cette espèce fréquente les étangs bordés de roseaux, les champs inondés, les rizières, les salines, les lagunes et, moins souvent, les estuaires.

## Répartition
Cosmopolite, cette échasse est absente d'une grande partie de l'Amérique et du centre-nord de l'Eurasie. En Europe, son aire se situe entre la Sicile et le 51e parallèle. Migratrice, elle hiverne surtout en Afrique. En France, c'est une visiteuse d'été nichant régulièrement en Camargue, dans la Dombes, en Bretagne, en Picardie et dans le Pas-de-Calais.

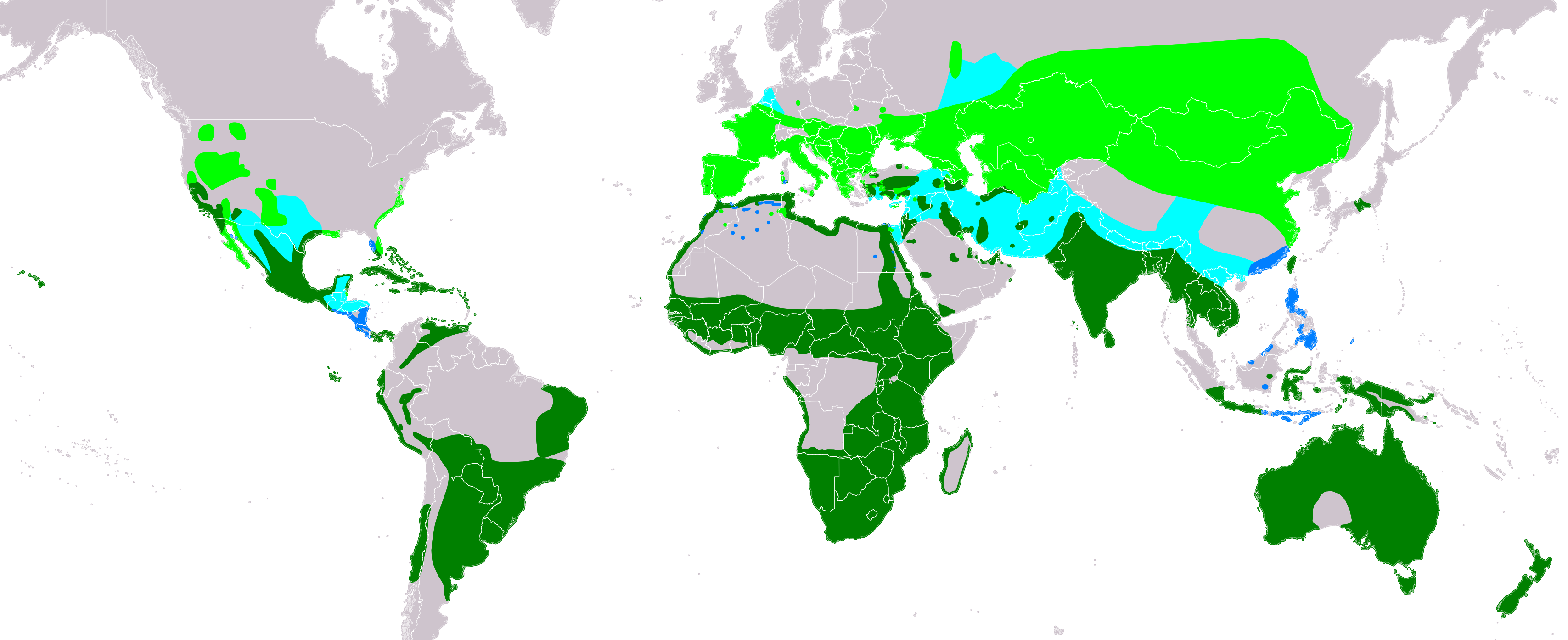
Aire de répartition de l'échasse blanche.

## Reproduction

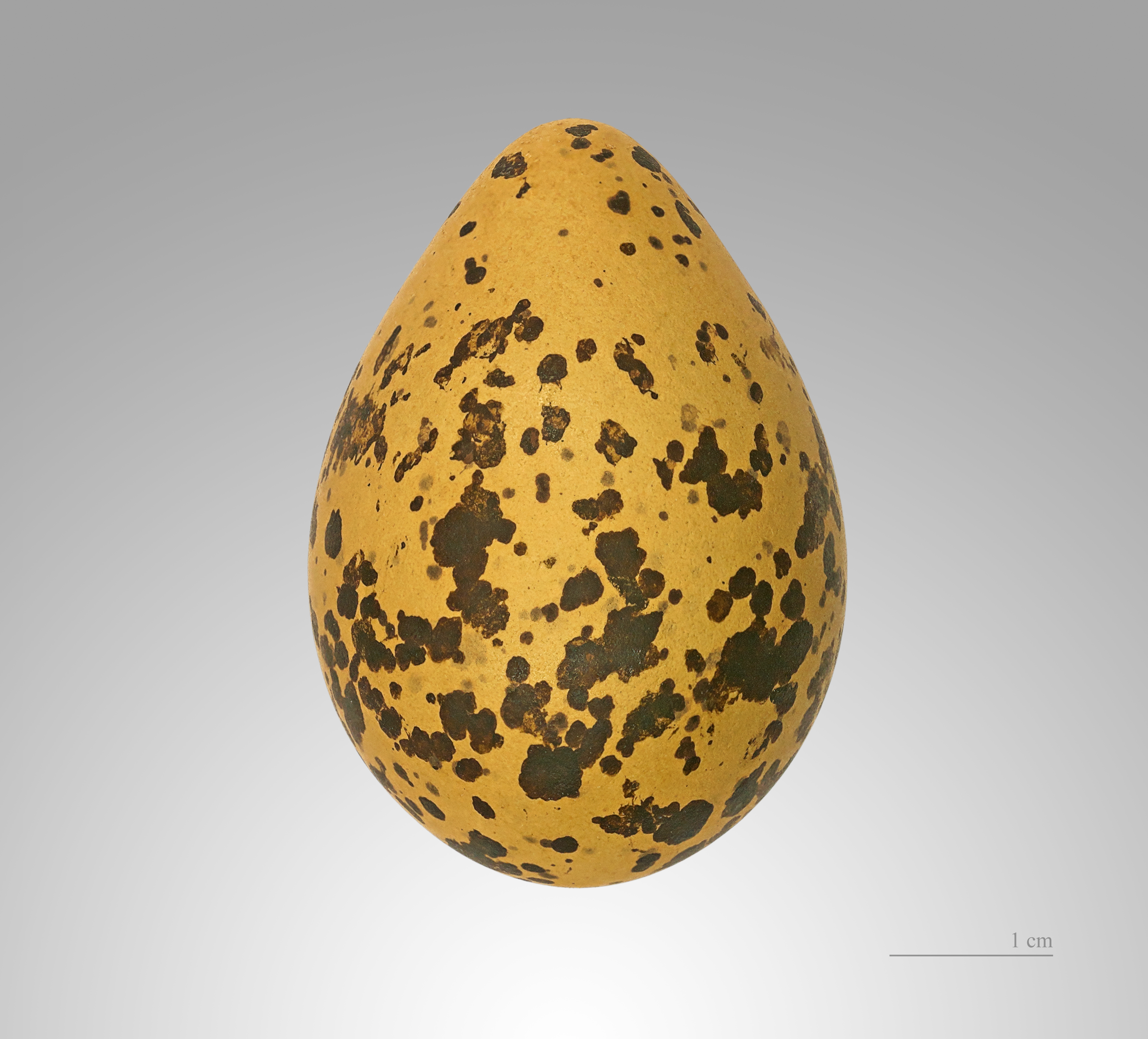
Œuf d'échasse blanche au muséum de Toulouse.

Les échasses blanches nichent en colonie dans les marais salants ou les étangs. Le nid est un creux dans la vase ou le sable, souvent sur des îlots, en eau peu profonde. Il est garni d'herbes, de carex ou de feuilles. 3 à 4 œufs sont déposés en une ponte d'avril à juin. Les deux parents couvent alternativement pendant environ vingt-cinq jours. Les poussins prennent leur envol à l'âge d'un mois.

## Protection

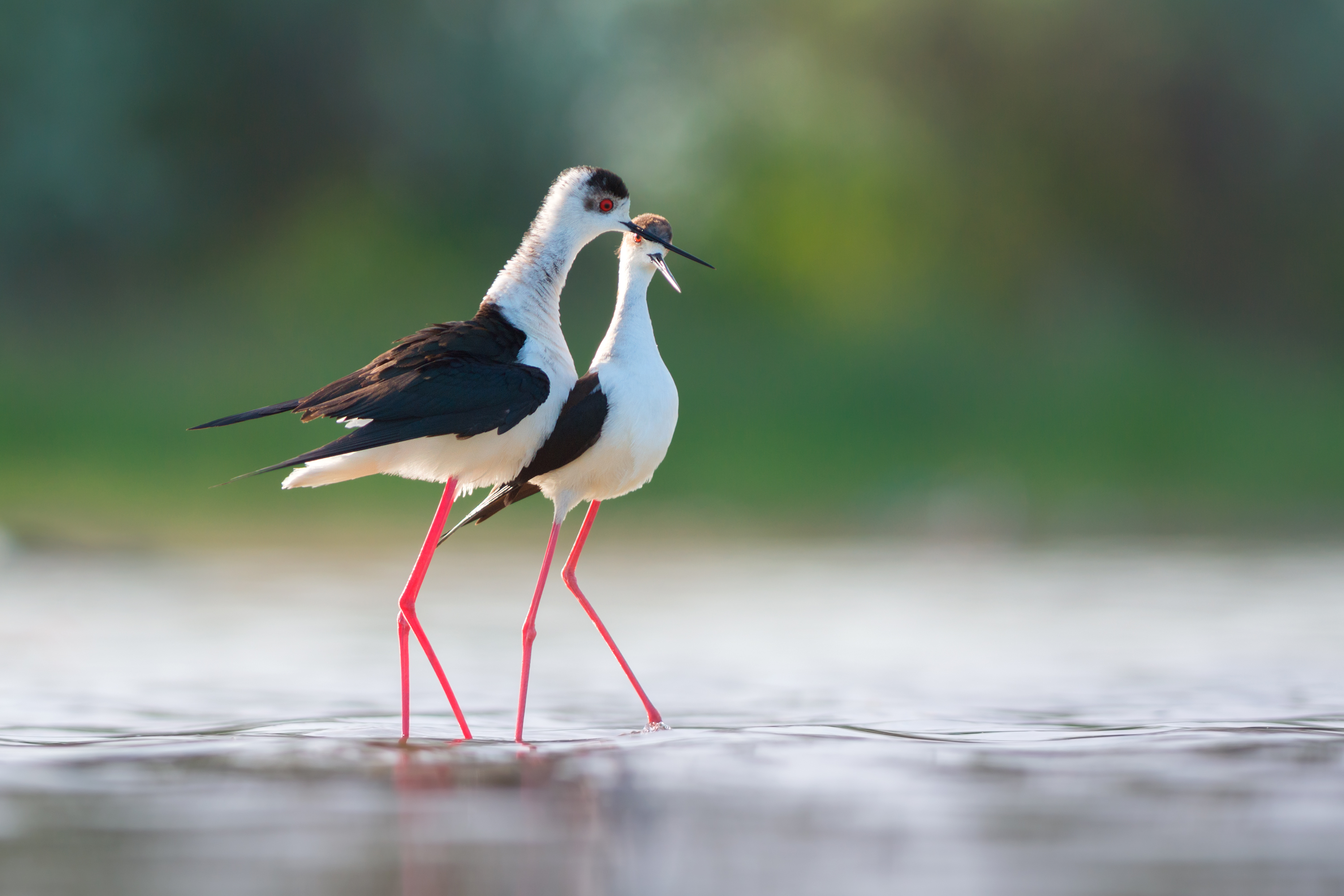
Deux échasses blanches.

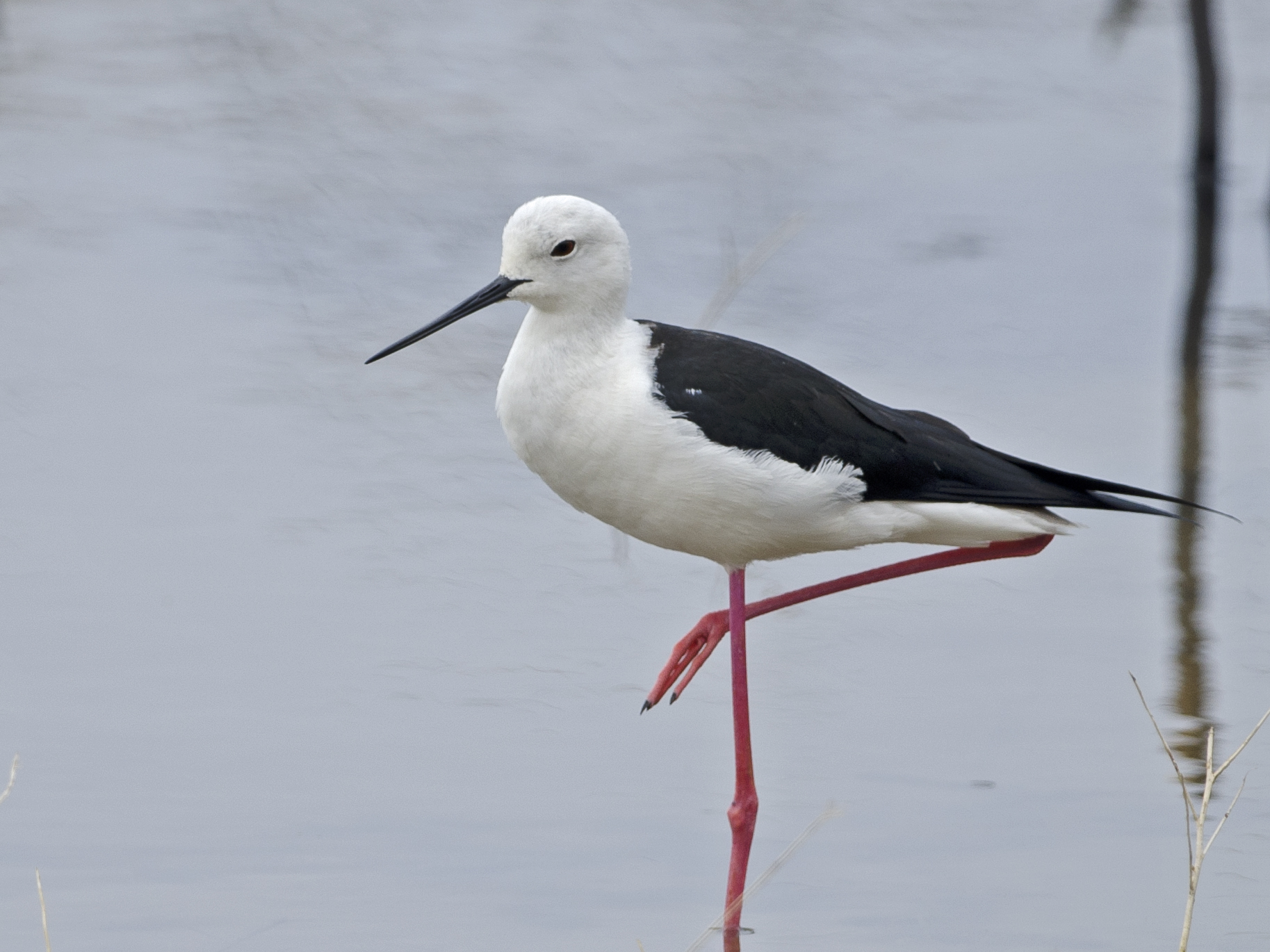
Échasse blanche, parc national de Kaeng Krachan, Thaïlande

L'Échasse blanche bénéficie d'une protection totale sur le territoire français depuis 1976. Elle est inscrite à l'annexe I de la directive Oiseaux de l'Union européenne. Il est donc interdit de la détruire, la mutiler, la capturer ou l'enlever, de la perturber intentionnellement ou de la naturaliser, ainsi que de détruire ou enlever les œufs et les nids et de détruire, altérer ou dégrader leur milieu. Qu'elle soit vivante ou morte, il est aussi interdit de la transporter, colporter, de l'utiliser, de la détenir, de la vendre ou de l'acheter. Toutefois, depuis
octobre 2009, ces interdictions ne s'appliquent plus aux oiseaux nés et élevés en captivité.

## Galerie

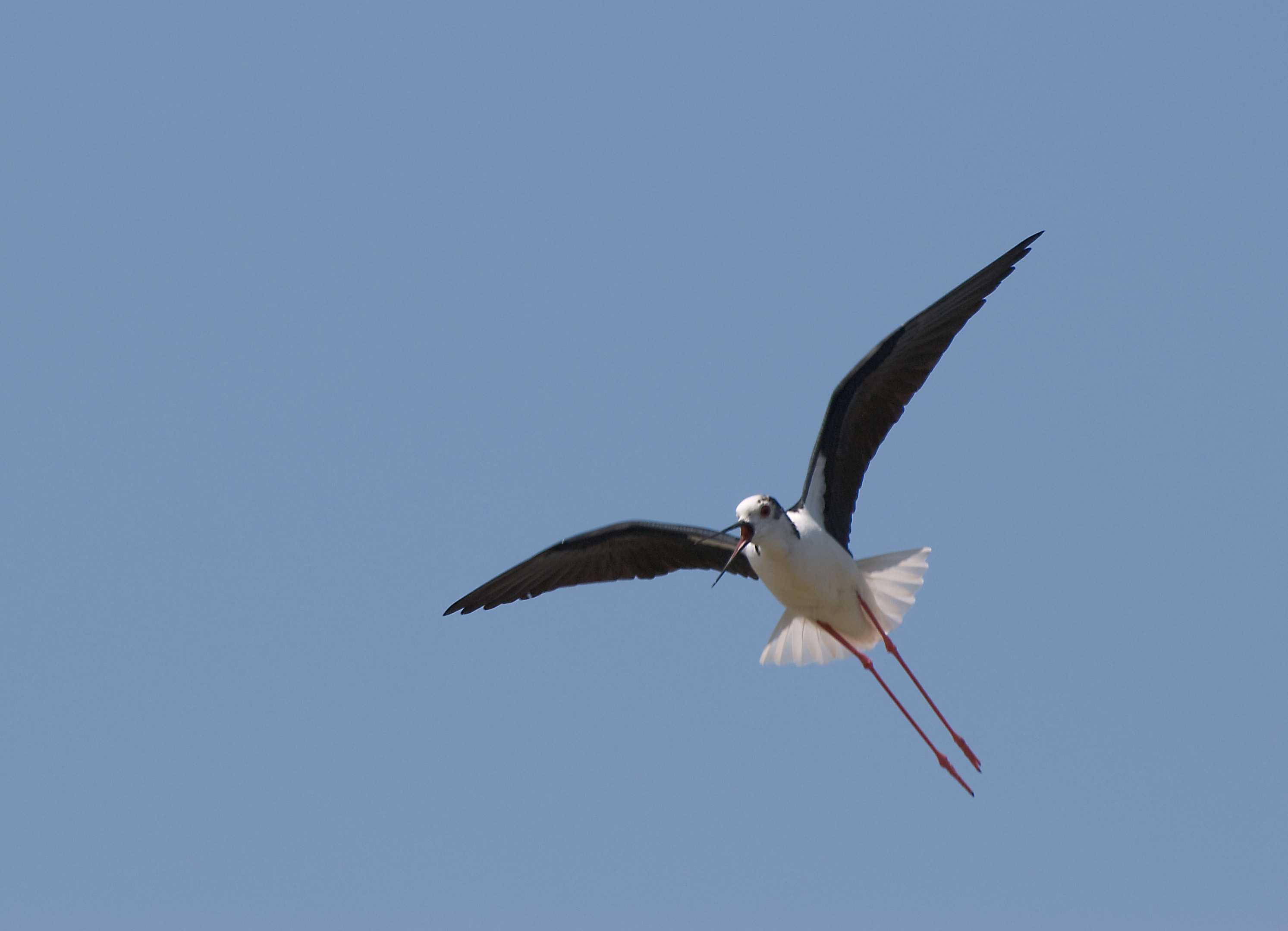
En vol dans la lagune de Venise.
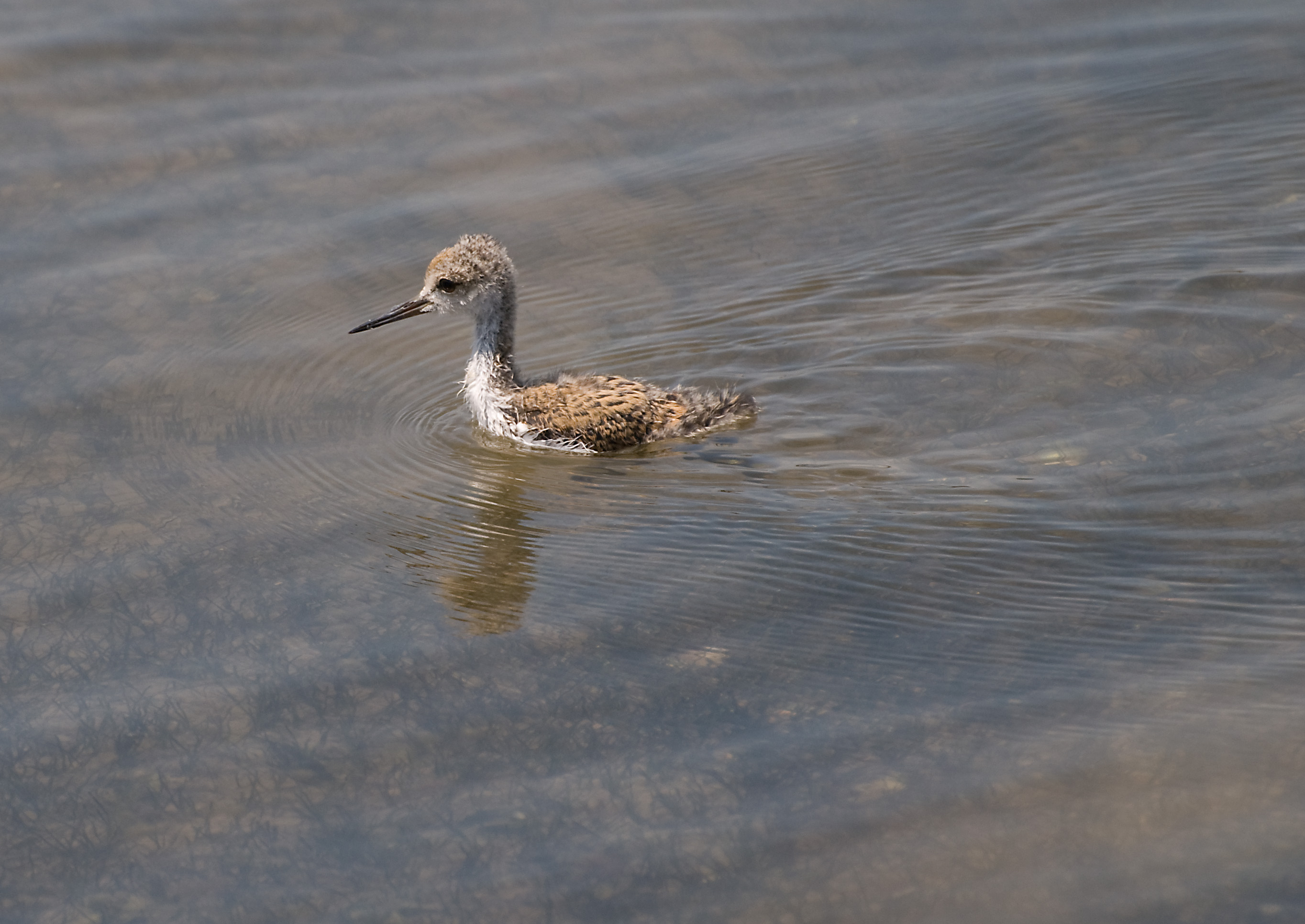
Poussin dans la lagune de Venise.
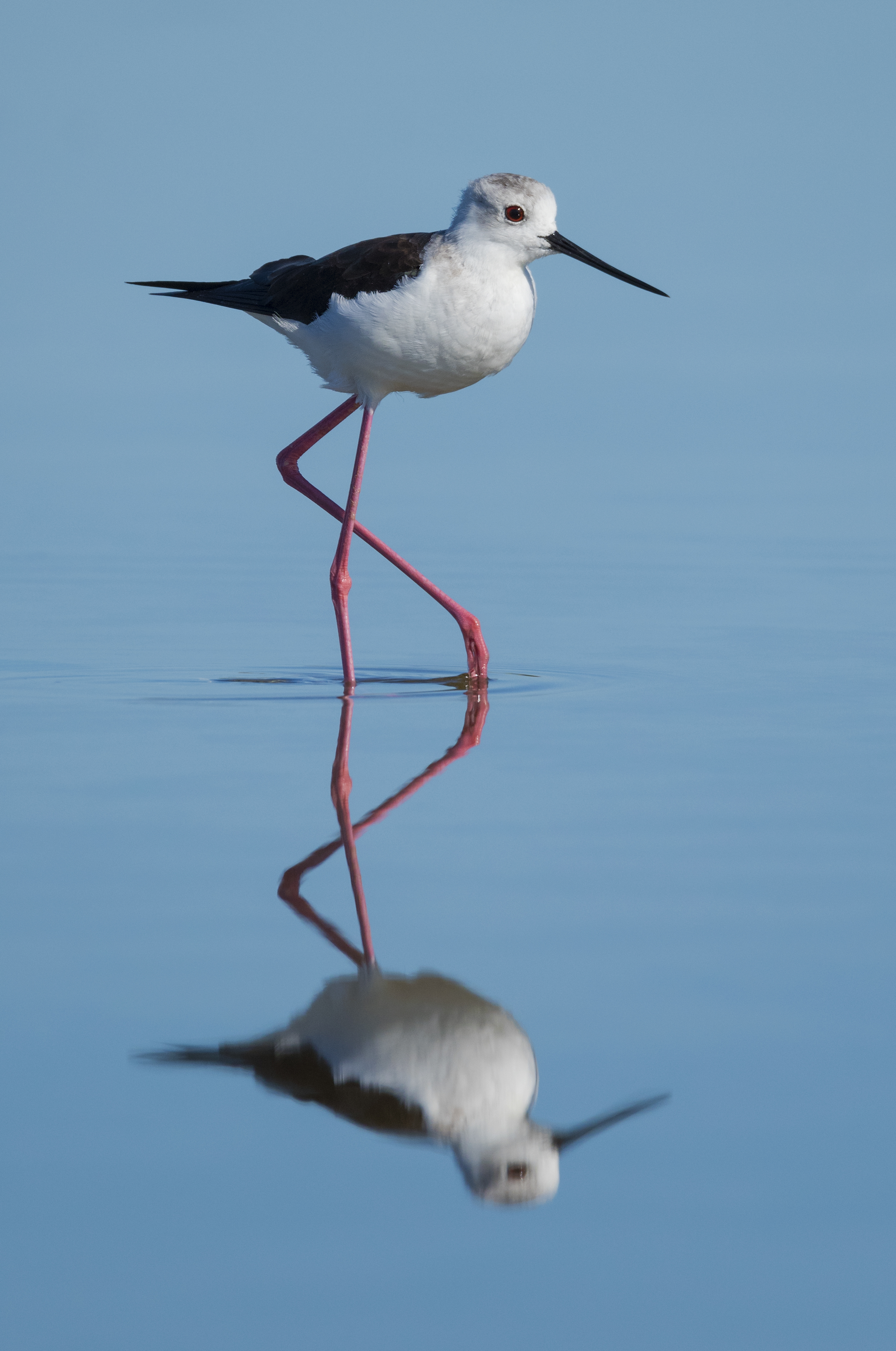
Dans l'étang de Thau.
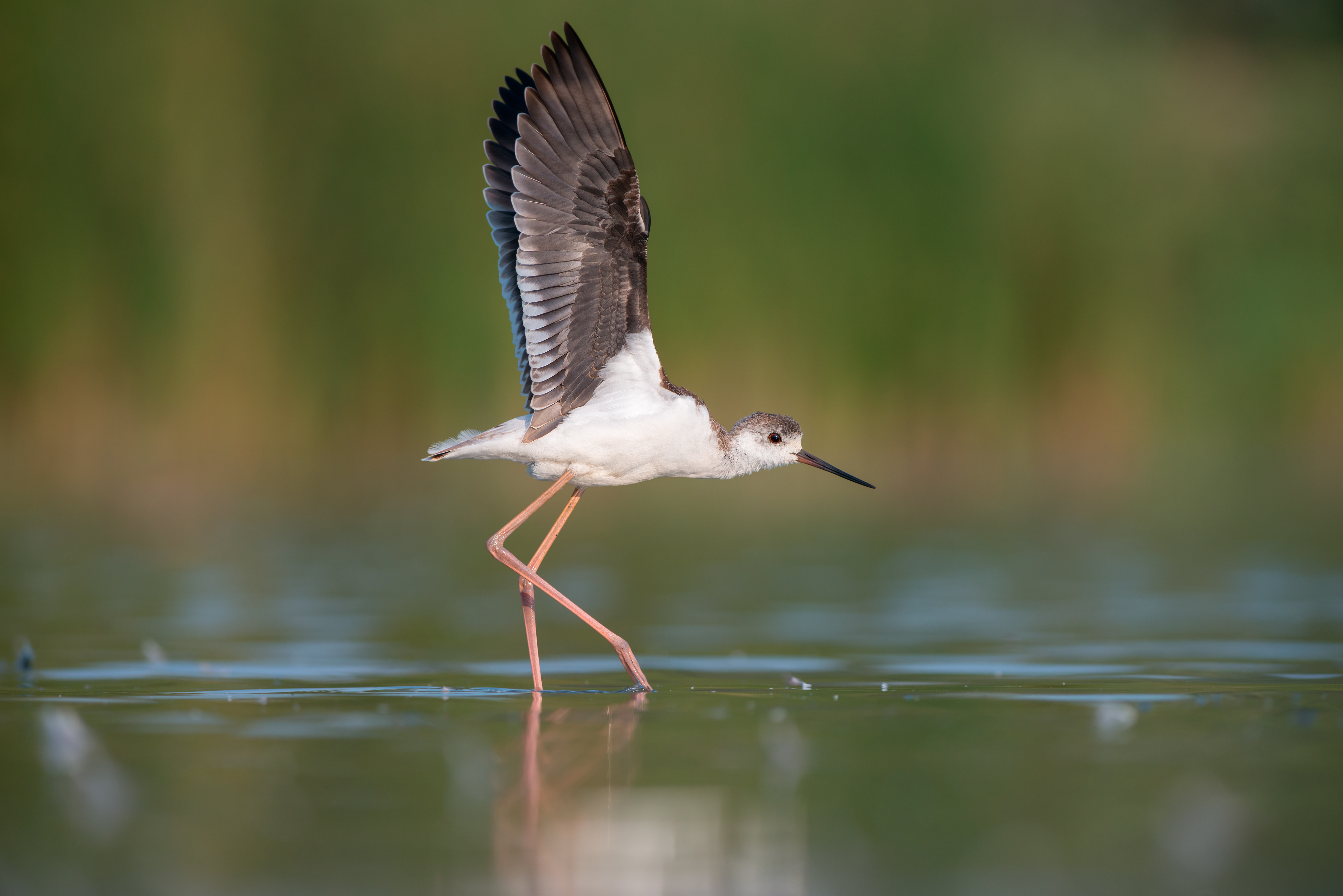
Une échasse blanche juvénile dans la réserve de biosphère du delta du Danube.
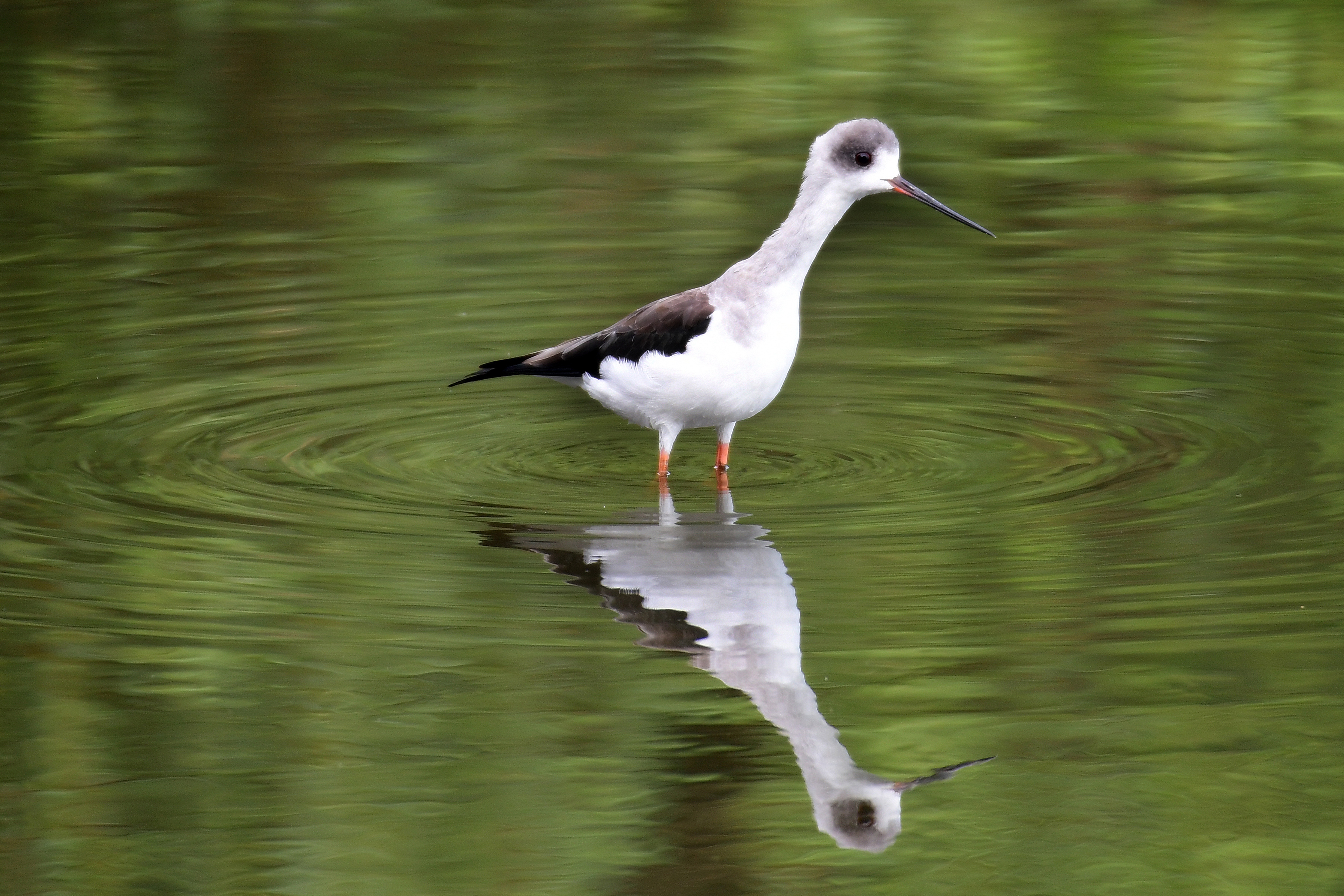
Une échasse blanche qui prend un bain de pieds aux Philippines.
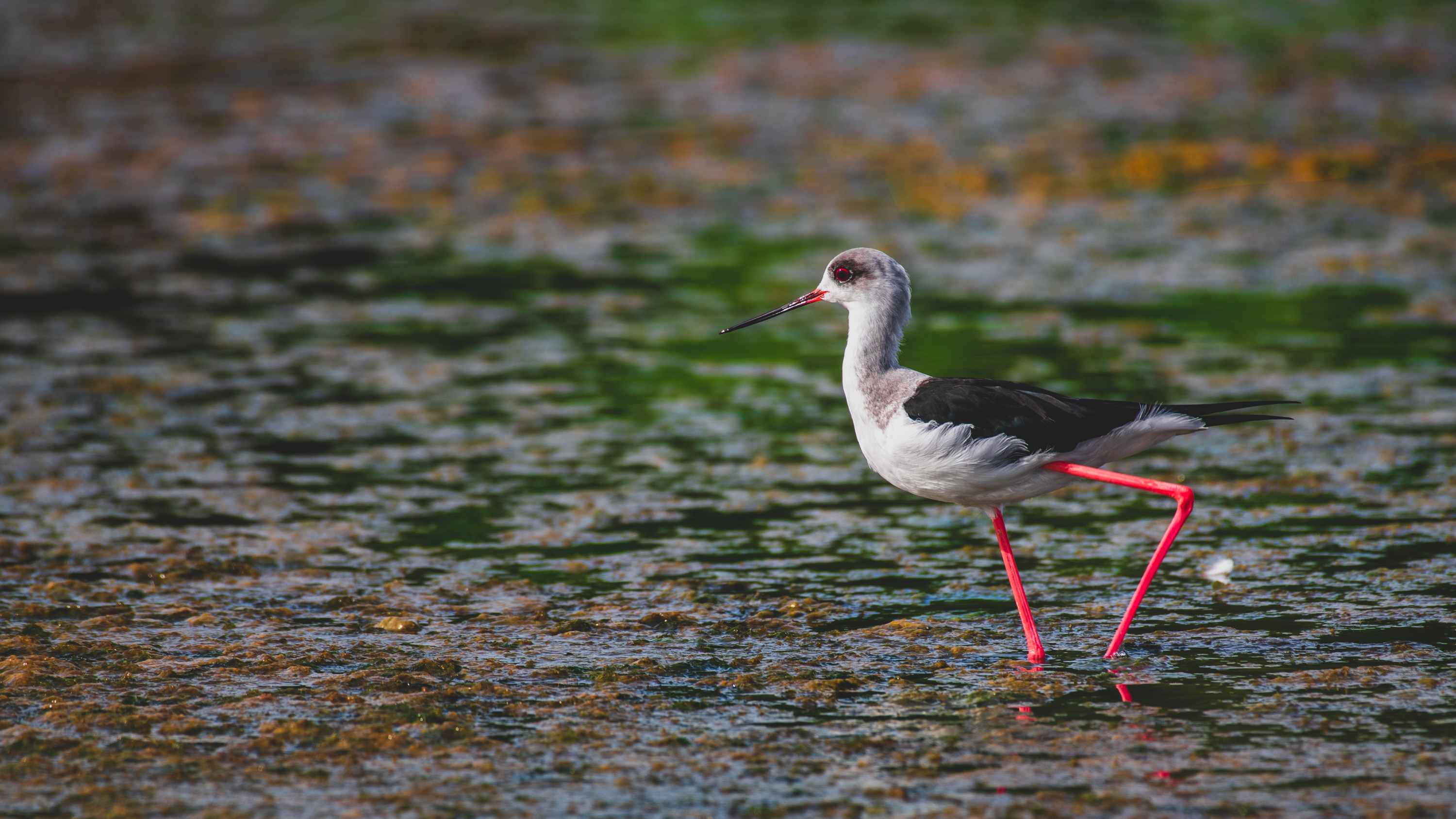
Une échasse blanche, toujours aux Philippines, dans le Misamis oriental. Novembre 2021.
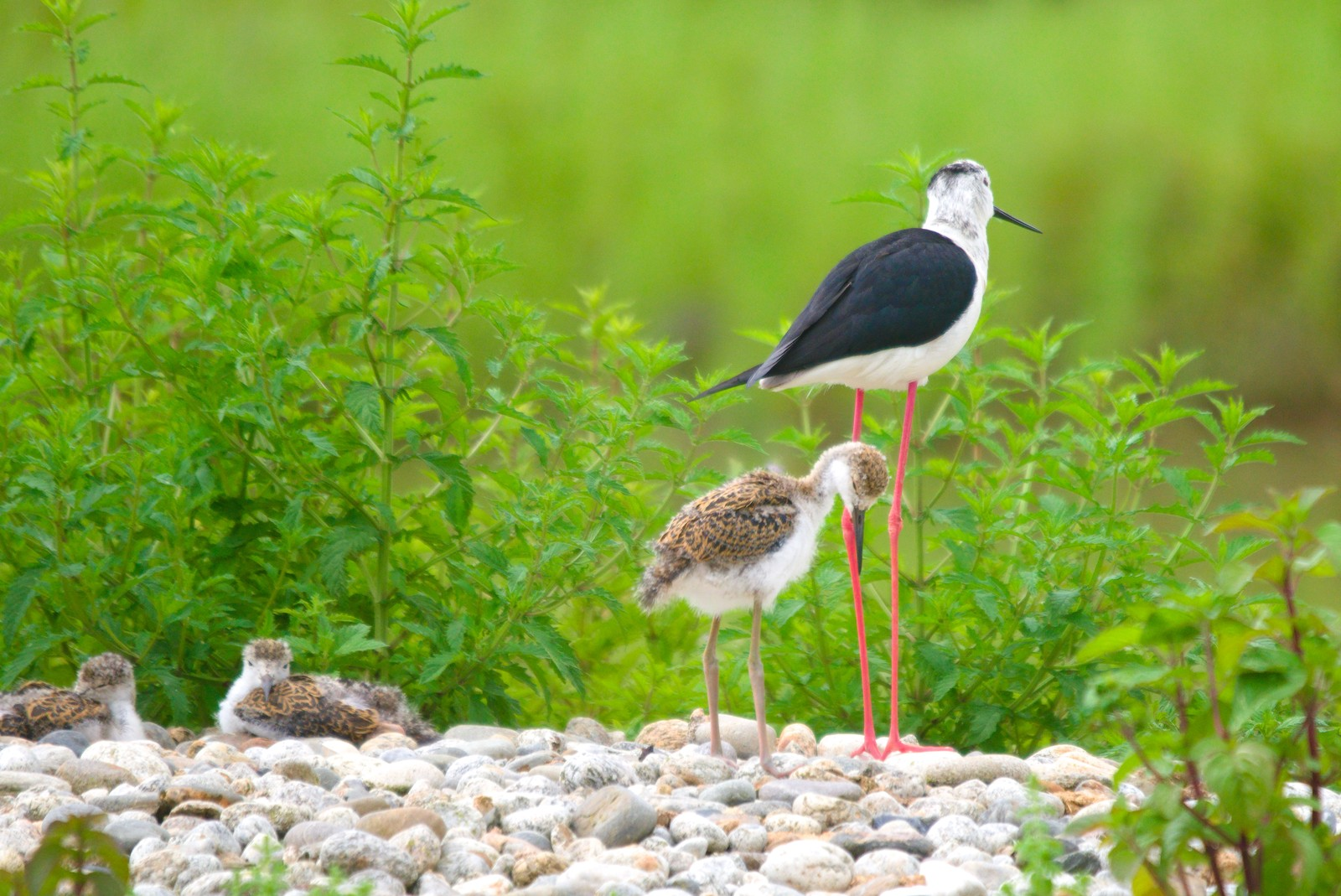
Échasse blanche et ses petits (15 juin 2023) au Domaine des oiseaux (Ariège - France).
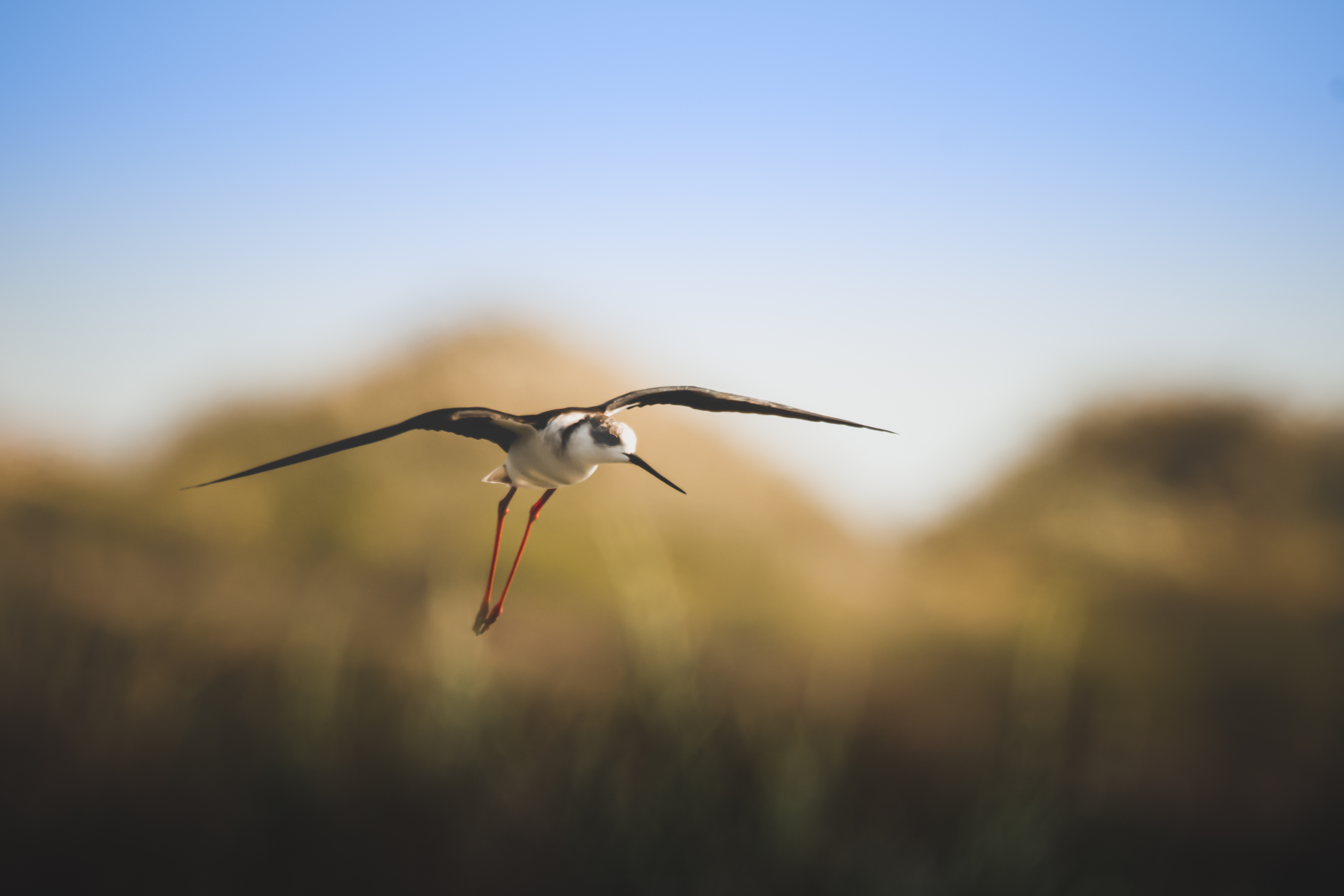
Échasse blanche,Tunisie
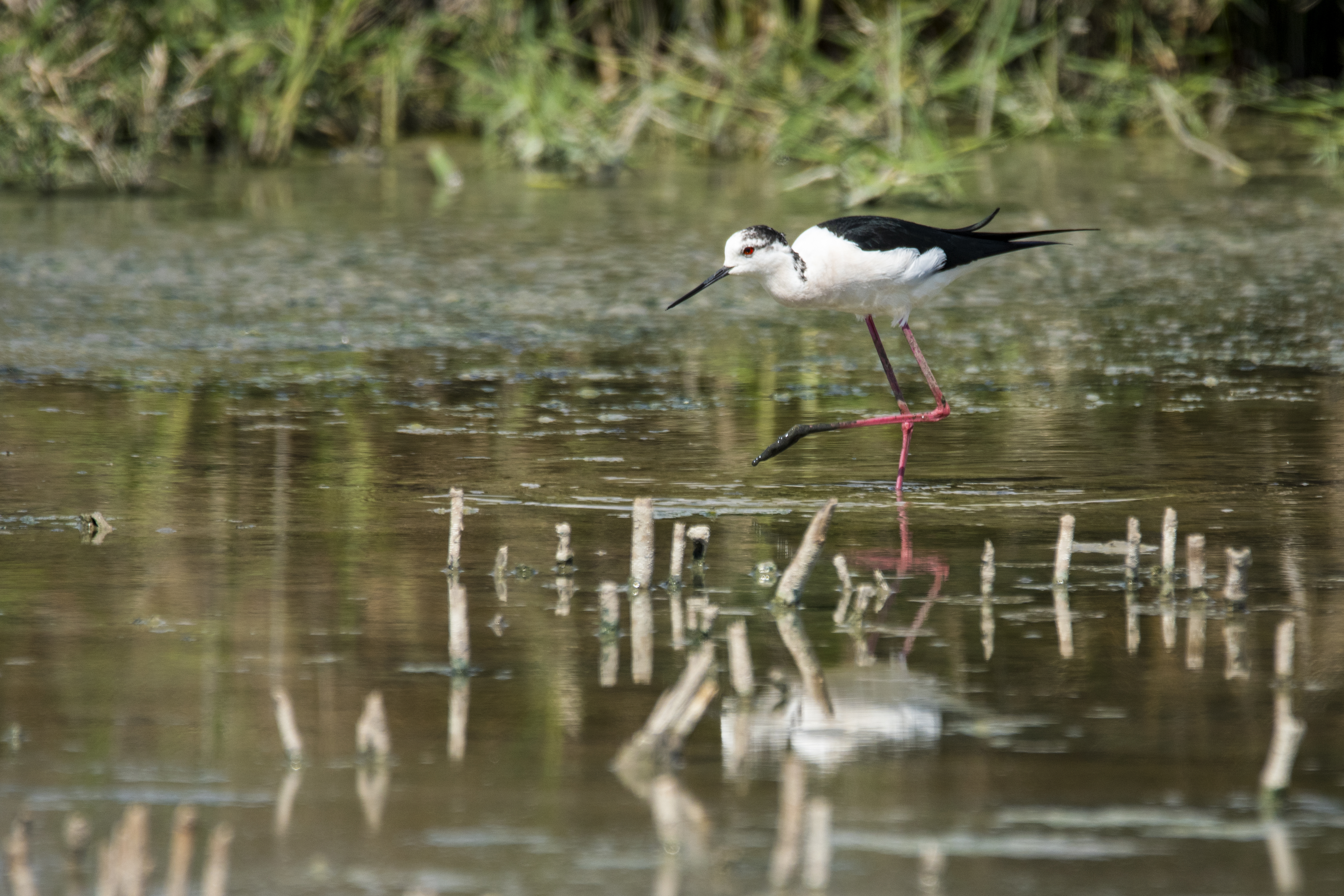
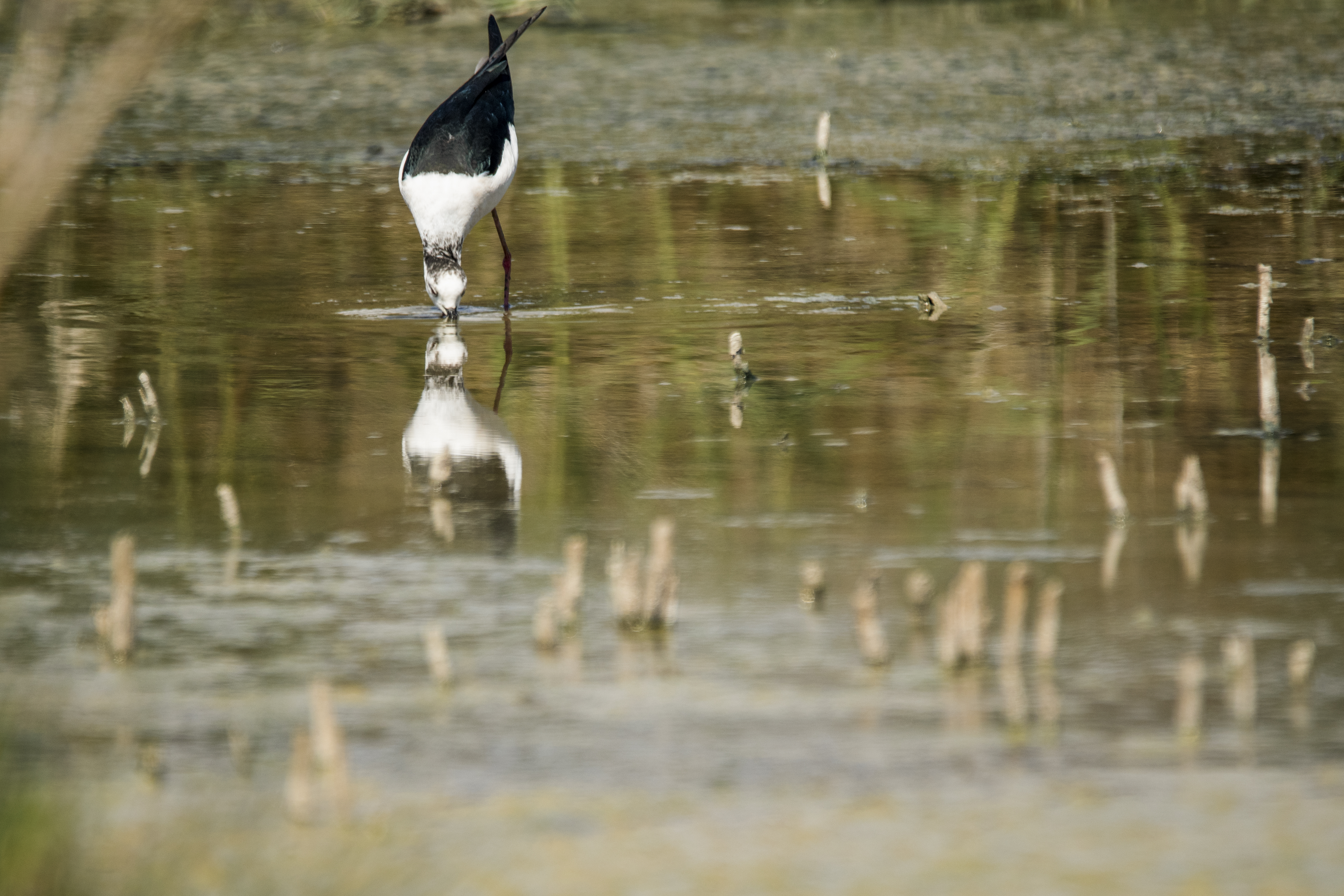
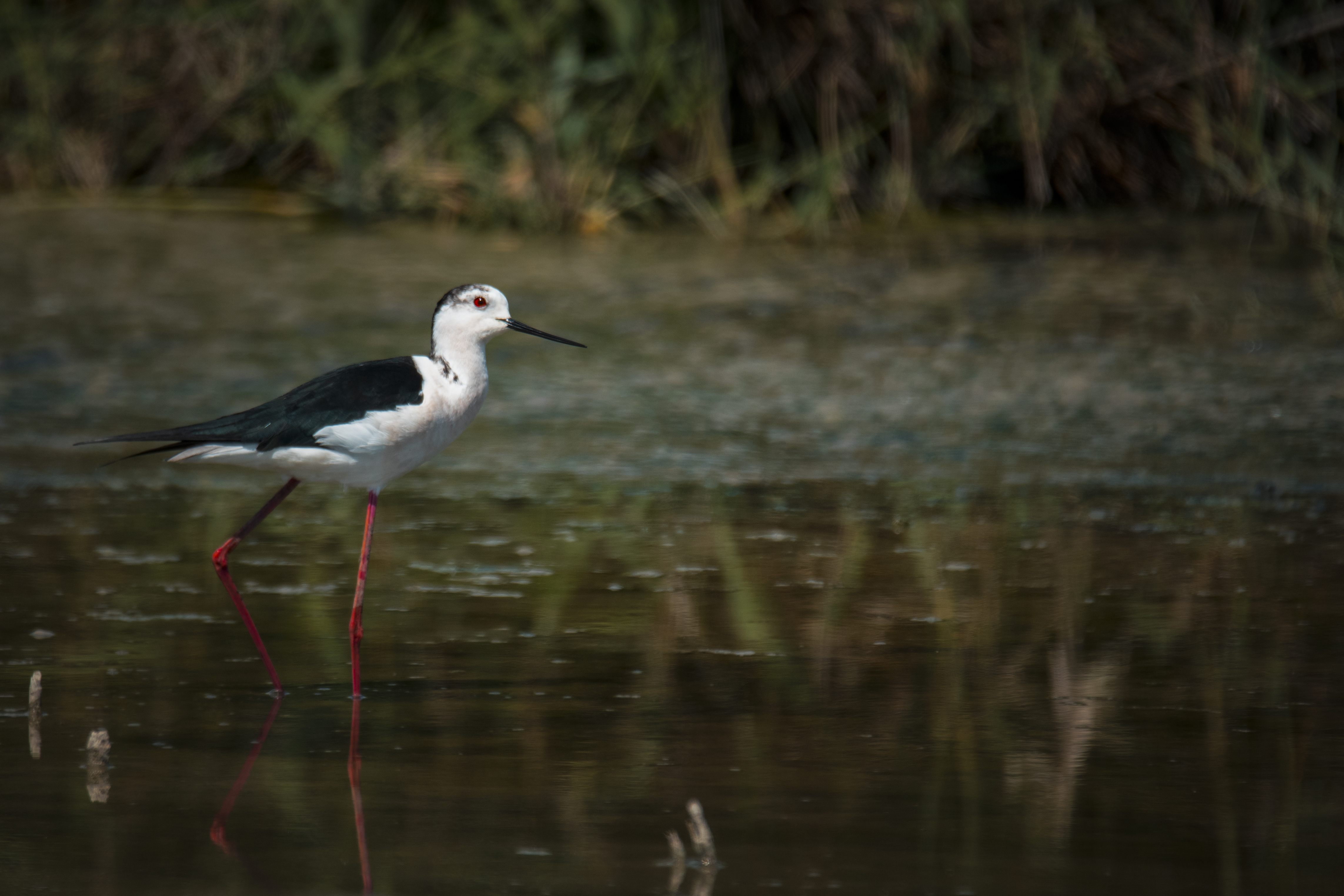
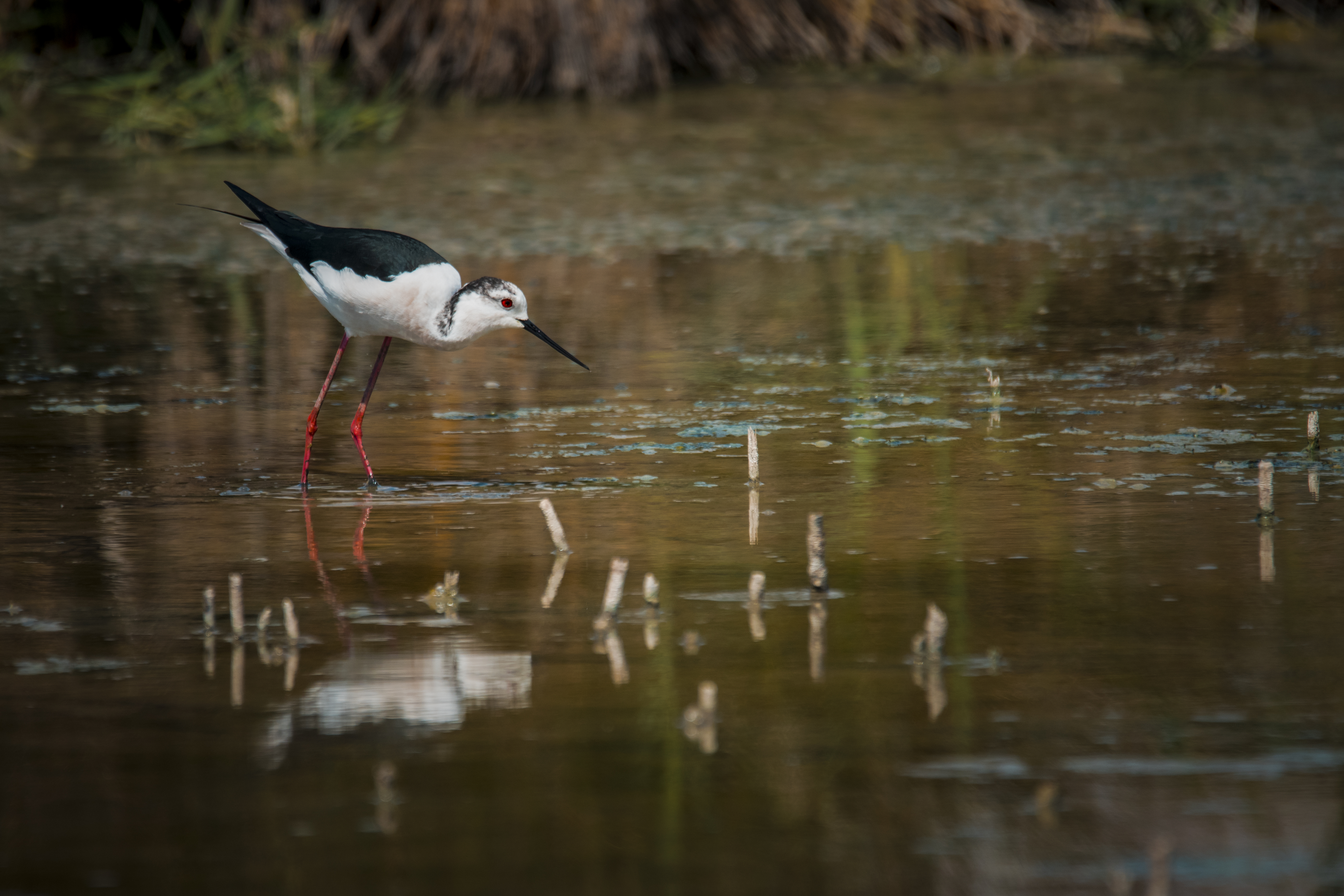
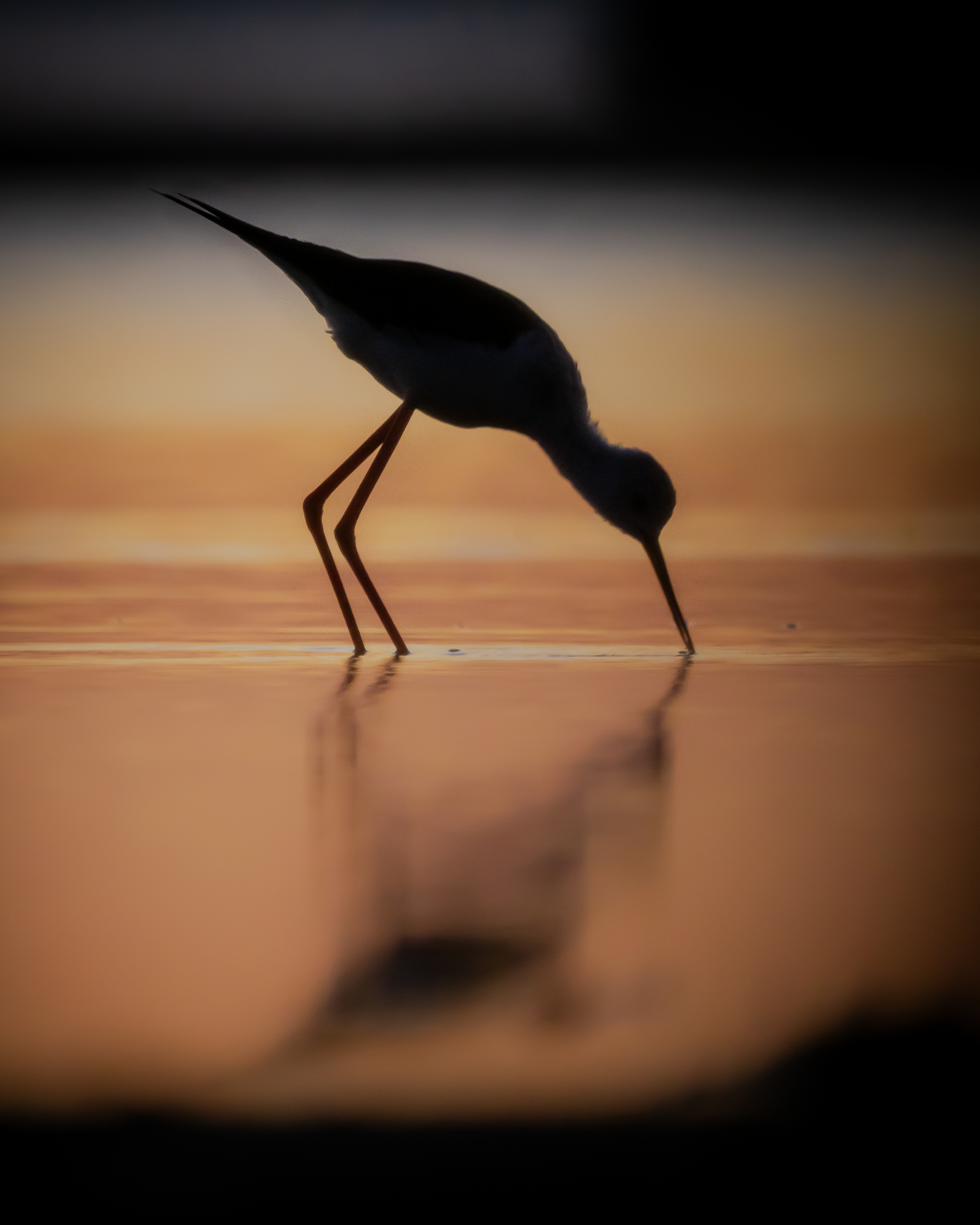
Une échasse blanche en Occitanie (région administrative). Aout 2021.